# NGC 4889
NGC 4889 är den största galaxen i Comahopen.
I NGC 4889 har det upptäckts ett svart hål med en massa på uppskattningsvis 21 miljarder solmassor. Det svarta hålet i Messier 87, som tidigare var det största kända, har en massa på 6,3 miljarder solmassor.